# Sprachgrenze

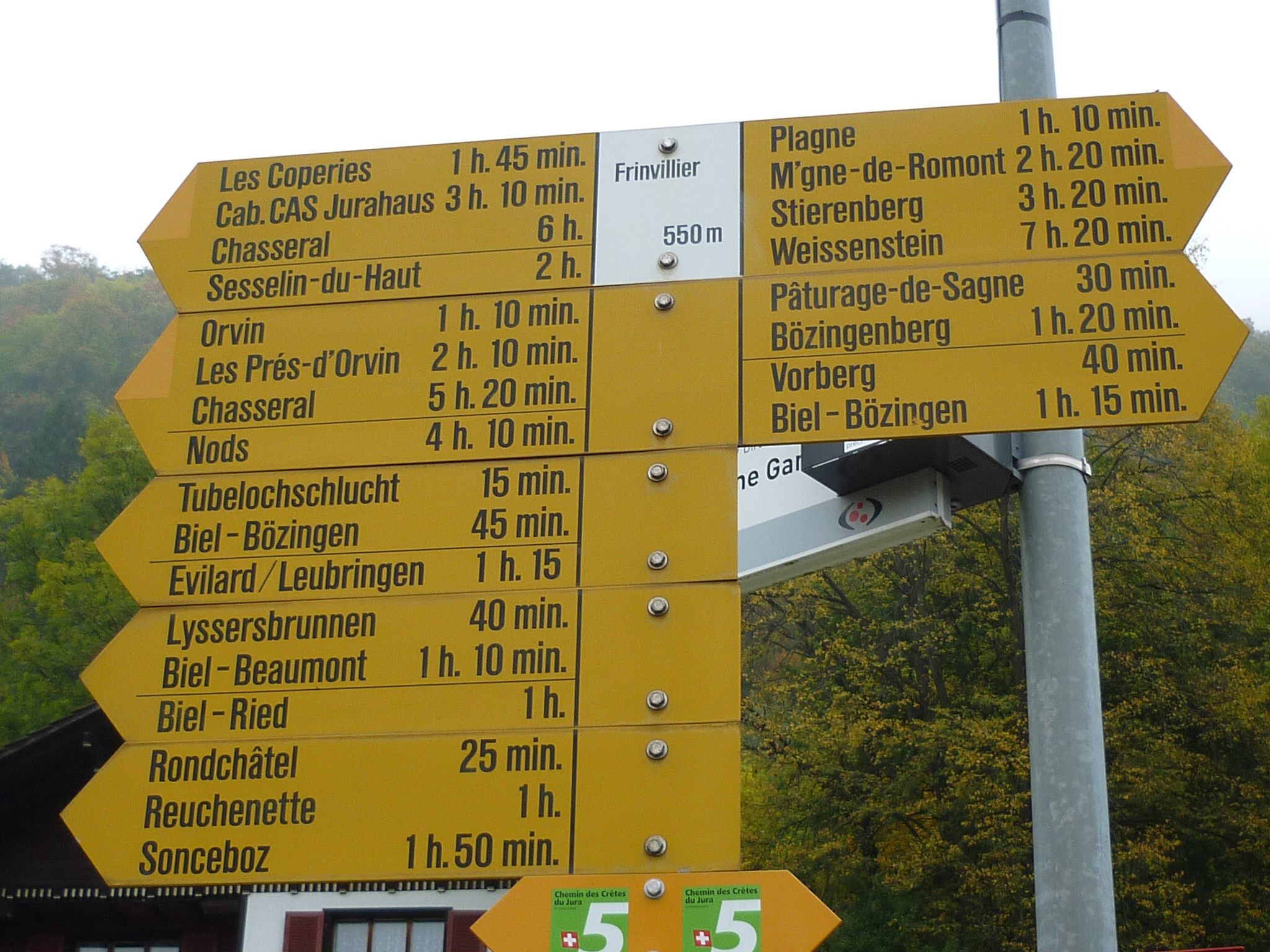
Dieser Wegweiser im Berner Jura steht zwar im frankophonen Sprachgebiet; die angezeigten Wege führen aber an Ziele beidseits der Sprachgrenze.

Eine Sprachgrenze durchzieht ein geografisches Gebiet, in dem zwei oder mehr Bevölkerungsgruppen aufeinandertreffen, die unterschiedliche (fremde) Sprachen sprechen und wo eine Verständigung auch auf dialektaler Ebene nicht möglich ist.
Sprachgrenzen werden auf üblichen Karten nicht eingezeichnet – und spezielle Sprachgrenzenkarten sind oft sehr grob. Eine Sprachgrenze lässt sich jedoch oft aufgrund von entsprechenden Flurnamen auf detaillierten Karten erkennen. Hierbei ist jedoch Vorsicht geboten, da nicht immer offensichtlich ist, ob es sich um eine aktuelle oder eine historische Sprachgrenze handelt.
Innerhalb eines Dialektkontinuums gibt es zwar keine Sprachgrenzen – es gibt aber sehr wohl Dialektgrenzen. Diese betreffen jedoch oft jeweils nur einzelne Aspekte oder Wörter; in einer linguistischen Karte werden die Gebiete mittels eingezeichneten Isoglossen voneinander unterschieden. Auch wenn sich die Dialektsprecher aus weit auseinanderliegenden Dialektgebieten kaum noch gegenseitig verstehen können, besteht keine Sprachgrenze dazwischen.
Sprachgrenzen befinden sich häufig an natürlichen Grenzen (wie Gebirgskämmen oder Flüssen), und viele sind deckungsgleich mit Staatsgrenzen. Letzteres ist aber nicht generell die Regel; insbesondere ist die deutsch-französische ein Beispiel für eine Sprachgrenze, die sich über weite Strecken fernab der Landesgrenzen befindet (siehe dazu auch die Grenzorte des alemannischen Dialektraums). Als weitere bedeutende Sprachgrenzen in Europa sind jene zwischen den Zweigen von Sprachfamilien wie die germanisch-romanischen oder slawisch-germanischen zu nennen.

## Deutschland
Innerhalb Deutschlands gibt es nur wenige Sprachgrenzen, so zum Beispiel die deutsch-sorbische Sprachgrenze im Osten oder die Saterfriesisch-deutsche Sprachgrenze in Ostfriesland.
Die Eider markierte über Jahrhunderte die Sprachgrenze zwischen Deutsch, genauer Niederdeutsch, und Dänisch.
Dagegen stellt die nach dem Düsseldorfer Stadtteil Benrath benannte Benrather Linie (maken-machen-Grenze) einen Übergang von den hochdeutschen zu den niederdeutschen sowie niederfränkischen Dialekten dar und wurde hier festgelegt, um Sprachforschungsgebiete voneinander abzugrenzen. Sie ist aber keine Sprachgrenze und auch keine wirkliche Dialektgrenze zwischen dem niederfränkischen, nieder- und hochdeutschen Sprachraum, da ein Dialektkontinuum besteht. Die sogenannte „maken-machen-Grenze“ beginnt im belgischen Eupen.

## Belgien

Sprachgebiete in Belgien

Eine sehr bedeutende, von vielen politischen Konflikten belastete romanisch-germanische Sprachgrenze zieht sich durch Belgien. Sie spaltet das Land in einen wallonischen (französischsprachigen) und einen flämischen (niederländischsprachigen) Teil. In der belgischen Hauptstadt Brüssel, in der ursprünglich niederfränkische Mundarten gesprochen wurden, leben inzwischen überwiegend Französisch sprechende Einwohner. Sie ist damit zur „sprachlichen Enklave“ inmitten Flanderns geworden, wobei sich diese Sichtweise relativiert, wenn man bedenkt, dass inzwischen auch in vielen flämischen Umlandgemeinden viele französische Muttersprachler leben. Die Flämische Gemeinschaft und die Französische Gemeinschaft haben jeweils in Brüssel ihren Sitz. Rund 59 Prozent der Belgier sprechen muttersprachlich Niederländisch und etwa 40 Prozent muttersprachlich Französisch.
Eine weitere romanisch-germanische Sprachgrenze in Belgien besteht in der französisch-deutschen Sprachgrenze im Osten des Landes zwischen den Wallonen und der deutschsprachigen Bevölkerung in Ostbelgien (Deutschsprachige Gemeinschaft Belgiens). Die deutschsprachige Minderheit macht nur knapp ein Prozent der belgischen Gesamtbevölkerung aus. Die französisch-deutsche Sprachgrenze ist von wesentlich weniger politischen Konflikten geprägt als die französisch-niederländische.

## Schweiz

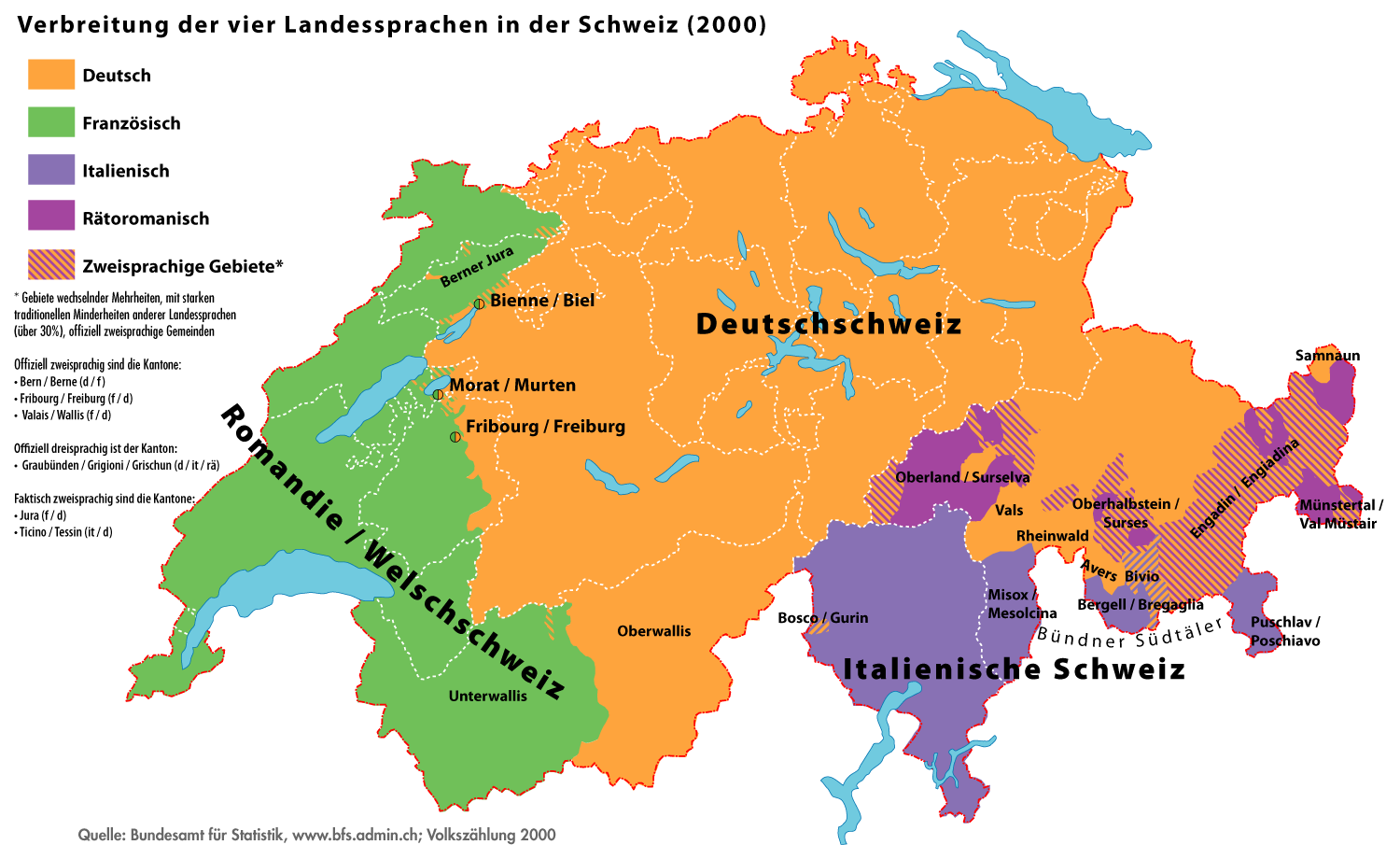
Verbreitung der Landessprachen in der Schweiz (2000)

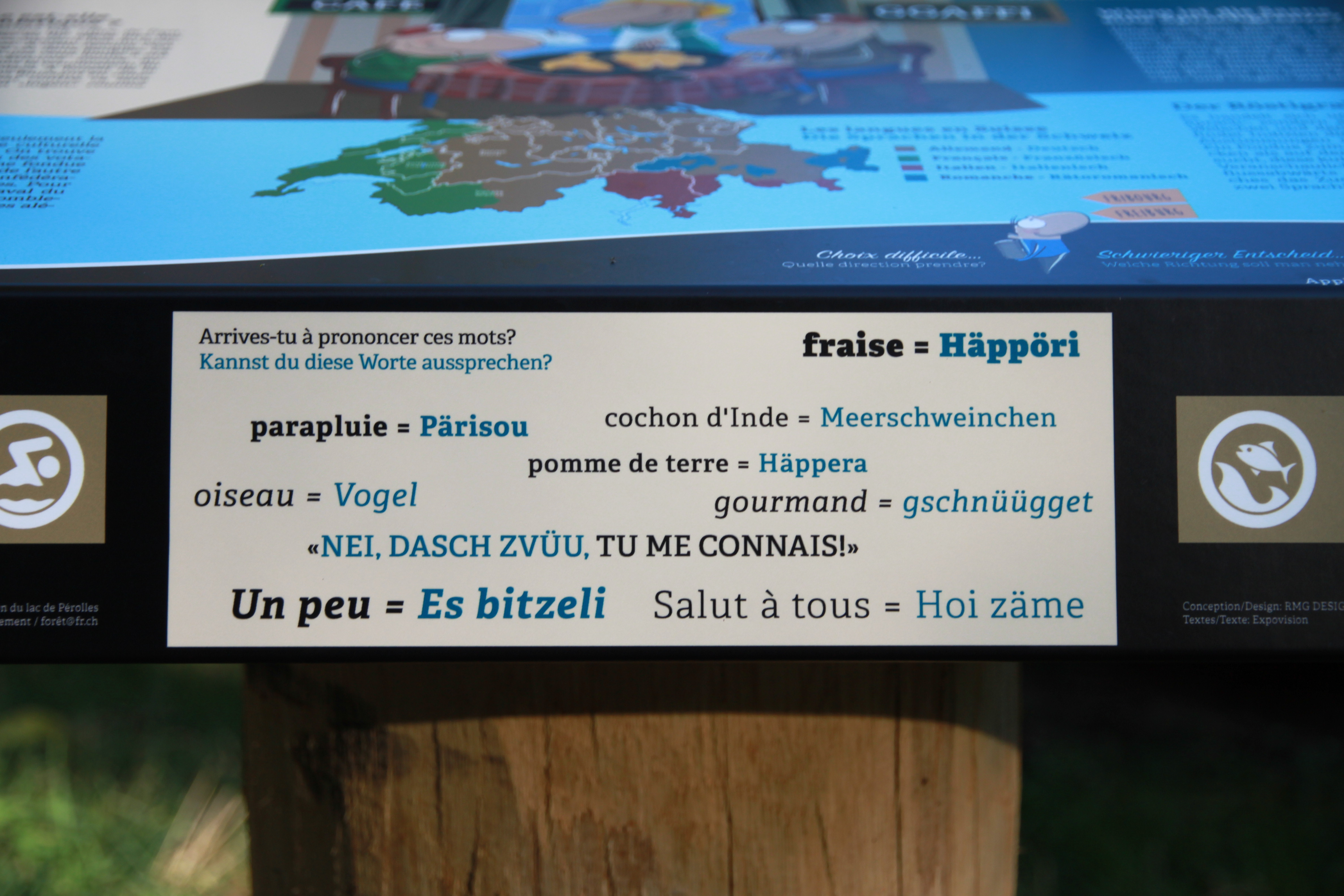
Sprachen mischen sich am so genannten Röstigraben

Auf Bundesebene gibt es in der Schweiz vier Amtssprachen, nämlich:
- Deutsch, in der Deutschschweiz (orange),
- Französisch, in der Romandie oder Welschschweiz (grün),
- Italienisch, in der Italienischen Schweiz (lila),
- Rätoromanisch, in Graubünden (violett).

Die Sprachgrenzen in der Schweiz folgen keinen politischen Grenzen (Kantonsgrenzen). So durchläuft eine Sprachgrenze z. B. den Kanton Wallis und teilt ihn auf in das deutschsprachige Oberwallis im Osten und das französischsprachige Unterwallis im Westen. Da die Sprachgrenze teilweise innerhalb des Kantons verläuft, kann es vorkommen, dass sie sich verschiebt, so z. B. in der Stadt Biel/Bienne. Die Stadt liegt im zweisprachigen Kanton Bern am Rande des französischsprachigen Berner Juras. Ursprünglich waren die Stadtbewohner deutschsprachig, erst mit der Zuwanderung von Französisch sprechenden Uhrmachern aus dem Jura wurde die Stadt mit der Zeit zweisprachig. So etwas kann auch heute noch passieren, da jede Gemeinde ihre Amtssprache(n) selber wählen kann.
In der Schweiz gibt es vier Sprachgrenzen:
- zwischen der Deutschschweiz und der Romandie (Deutsch/Französisch), wird auch „Röstigraben“ genannt;
- zwischen der Deutschschweiz und der Italienischen Schweiz (Deutsch/Italienisch);
- zwischen der Deutschschweiz und dem romanischen Sprachraum (Deutsch/Rätoromanisch);
- zwischen der Italienischen Schweiz und dem romanischen Sprachraum (Italienisch/Rätoromanisch).

## Frankreich

Sprachenverteilung in Elsass-Lothringen

In Frankreich bestehen zwar mehrere Sprachgrenzen, aber Französisch ist Amts- und Schulsprache für alle Bürger Frankreichs. Eine bedeutende Sprachgrenze befindet sich in Elsass-Lothringen (Deutsch und Französisch).

## Italien
Die Dolomiten (Südtirol) bilden etwa die Sprachgrenze zwischen Deutsch und Italienisch. Das Ladinische wird noch in den Dolomitentälern Gröden und Gadertal gesprochen. Grob gesagt gibt es entlang den Dolomiten eine Sprachgrenze zwischen dem Italienischen, dem Deutschen und dem Ladinischen.
Ebenso bildet die Grenze zum Aostatal eine Sprachgrenze, da dort auch Französisch Amtssprache ist.

## Luxemburg

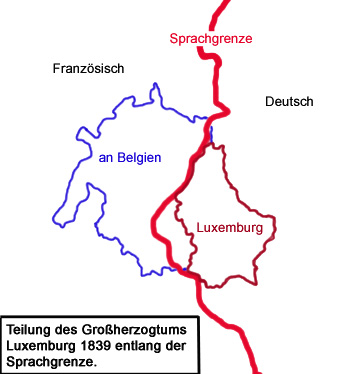
Teilung Luxemburgs 1839

Das Großherzogtum Luxemburg wurde 1839 entlang der deutsch-französischen Sprachgrenze geteilt bis auf das Gebiet des Areler Landes, das aus verschiedenen Gründen zur belgischen Provinz Luxemburg kam.